# Alma Talent
Alma Talent (tidigare Talentum), är ett mediebolag som har professionella som målgrupp, ger ut tidningar och yrkeshandböcker och tar fram informationstjänster. Bolaget ordnar också utbildning och events för olika yrkesgrupper såsom ekonomer, ingenjörer, jurister, läkare och experter inom it- och marknadsföringsbranschen. I Alma Talent-koncernen ingår även företaget Suoramarkkinointi Mega Oy som är specialiserat på telemarknadsföring. Alma Talent har cirka 750 anställda i Finland, Sverige, Danmark, de baltiska länderna och Ryssland.

## Aktie och ägarskap
Talentum Abp:s aktie är noterad på Helsingforsbörsen NASDAQ OMX. Styrelseordförande är Kai Telanne.
Talentum Abp:s största aktieägare är bl.a. Alma Media -bolag och Ömsesidiga Pensionsförsäkringsbolaget Ilmarinen.

## Affärsområden

### Tidningsverksamhet i Finland
Alma Talent publicerar yrkestidningar för olika yrkesgrupper i Finland:
- Arvopaperi
- Fakta
- Markkinointi & Mainonta
- Mediuutiset (ägarskap 50%)
- Metallitekniikka
- MikroPC
- Talouselämä
- Tekniikka & Talous
- Tekniikan Historia
- Tietokone
- Tietoviikko

### Tidningsverksamhet i Sverige
Talentum publicerar yrkestidningar för olika yrkesgrupper i Sverige: 
- Affärsvärlden (köpt 2005 genom Ekonomi & Teknik Förlag)
- Arbetarskydd (köpt 2006[2]
- Lag&Avtal (köpt 2005 genom Ekonomi & Teknik Förlag[3])
- NyTeknik (köpt 2005 genom Ekonomi & Teknik Förlag)
- Personal & Ledarskap (köpt 2017[4])
- Teknikhistoria

Bland tidigare titlar finns Miljörapporten (köpt 2005 genom Ekonomi & Teknik Förlag, sålt 2009, Byggvärlden (grundad 2007, såld 2011), Dagens Media (köpt 2007, sålt 2018) och Medievärlden (köpt 2017, sålt 2018).

### Eventverksamhet
Talentum Events producerar events och utbildningstjänster för företagsledare, chefer och experter och är verksam inom B2B-sektorn. Talentum Events har verksamhet i Finland, Sverige och Danmark.

### Böcker och juridisk utbildning
Talentum ger ut facklitteratur om ledarskap, chefsarbete, affärsutveckling, marknadsföring och försäljning samt juridisk litteratur.
Talentum Lakikoulutus (Talentum juridisk utbildning) erbjuder professionella inom juridik fortbildning.

### Direktreklam
I Alma Talent-koncernen ingår företaget Suoramarkkinointi Mega Oy som är specialiserat på telemarknadsföring. Förutom i Finland har Suoramarkkinointi Mega verksamhet i de baltiska länderna.

## Historik
Talentums historia började i början av 1938 då namnet på Utrikeshandelsföreningens tidning Suomen Ulkomaankauppa (Finlands utrikeshandel) fick tillägget & Talouselämä (& Affärsliv). Den första tidningen under namnet Talouselämä utkom senare samma år efter att en grupp entusiaster grundat företaget Talouselämä Oy.
År 1955 utkom samlingsverket Finlands Lag I, som riktar sig till finländska jurister. Verket närmade sig systematiseringen av lagstiftning ur ett nytt perspektiv.
Med tanke på dagens Alma Talent är även 1961 ett viktigt år, eftersom tidningen Insinööriuutiset utkom för första gången.
Både Insinöörilehdet Oy, som gav ut tidningen Insinööriuutiset, och Talouselämä Oy, som gav ut tidningen Talouselämä, noterades på Helsingforsbörsens OTC-lista 1988. Namnet Insinööriuutiset ändrades samma år till Tekniikka & Talous.
Insinöörilehdet Oy och Talouselämä Oy fusionerades i slutet av 1989 och sedan början av 1990 har bolagets namn varit Talentum Abp.
Namnet Mainosuutiset ändrades till Markkinointi & Mainonta 1994. Följande år förvärvade Talentum en majoritetsandel i Suoramarkkinointi Mega och Mediayhtiö Sansibar, föregångare i nya medier och multimedia med säte i Tammerfors. Mediayhtiö Sansibar blev senare dotterbolag till det finländska bolaget Satama Interactives. År 1997 fortsatte företaget sin utvidgning genom att förvärva 45 procent i företaget Varesvuo Partners.
Talentum grundade Interaktiivinen Satama 1997. Satama fick ett mer internationellt namn, Satama Interactive Abp, och noterades på Helsingforsbörsens NM-lista 2000. Samma år sammanslogs Talentum Abp och det likaså börsnoterade bolaget Kauppakaari Abp genom utbyte av aktier. Kauppakaaris mest kända produkter var de årligen publicerade samlingsverken Finlands Lag I och Finlands Lag II.
Hösten 2005 sålde Talentum sin andel på 60 procent av Satama Interactive på börsen. Samma höst förvärvade Talentum svenska Ekonomi & Teknik Förlaget. Namnet ändrades till Talentum Sweden AB.
I början av 2008 sålde Talentum Varesvuo Partners Oy samt sin premediaverksamhet. I slutet av 2009 utvidgades verksamheten till Norge då Talentum förvärvade bolagen Sverige Bygger och Norge Bygges. Dessa såldes vidare i augusti 2011. Samma år sålde Talentum även bolaget Talentum HR (f.d. Thomson Fakta Regulatory AB), som det förvärvat 2007.
År 2010 förvärvade Talentum bolaget IIR Finland Oy, som ordnar events och utbildningar. Bolagets namn ändrades till Talentum Events Oy. Talentum Events har verksamhet i Finland, Sverige och Danmark.
I september 2015 lade Alma Media ett bud på Talentum. Året därpå slogs verksamheten ihop med Almas ekonomitidningar under namnet Alma Talent.